# Richard Wünsch
Pour les articles homonymes, voir Wunsch.
Richard Wünsch, né le 1er juin 1869 à Wiesbaden et mort le 17 mai 1915 à Iłża, près d'Opole, est un érudit et théologien allemand.

## Biographie
Richard Wünsch est le fils d'un avocat. Après la mort prématurée de sa mère, son père déménage au 1872 à Wetzlar, où il épouse sa seconde femme, née Auguste Klein. Celle-ci prend soin de Richard Wünsch après la mort de son père en 1884. Il fait ses études à Wetzlar, de 1878 à 1887, et il obtient son examen oral final. De 1887 à 1892 et 1893, il étudie la philologie classique à l'université de Marbourg et devient membre de la Marburger Burschenschaft Rheinfranken (de). Il devient ensuite officier de réserve dans le 83e régiment d'infanterie de Cassel. Après un semestre à Berlin et deux à Bonn, où il se lie d'amitié avec Albert Dietrich et Siegfried Salle, il retourne à l'automne 1890 à Marbourg où il suit les cours de Georg Wissowa, qui influence profondément son travail scientifique. Wünsch obtient en 1893 son doctorat, avec une thèse intitulée : Germanicis De Germaniae codicibus taciti.